# 米歇爾·莫金
米歇尔·莫金（英語：Michele Merkin，1975年6月25日—）曾是一名职业模特，她现在的职业为电视主持人。

## 生涯
米歇尔的早期学业是在英国完成的，在那之后她考入了加州大学洛杉矶分校的医学专业。然而，在大学二年级时她选择了同她母亲一样的模特职业。在米兰、纽约、巴黎等地做了多年时装模特后，她于2004年在电视节目《性感厨娘》（Foody Call）中以主持人身份出现。2005年7月19日她开始在《疯狂躲避球》（Extreme Dodgeball）的第三季中担任现场播报员 ，还在2007年5月开始主持电视真人秀《第二选择》（The Next Best Thing）。现在，她与人合作主持电视真人秀《聚会高手：卡波》（Party Monsters Cabo）。